# Михайловка 1-я (Новосибирская область)
Миха́йловка 1-я — деревня в Куйбышевском районе Новосибирской области. Входит в состав Верх-Ичинского сельсовета.

## География
Площадь деревни — 32 гектара.

## Население
| 2002 | 2007 | 2010 |
| ---- | ---- | ---- |
| 102  | ↘94  | ↘67  |

## Инфраструктура
В деревне по данным на 2007 год функционирует 1 учреждение здравоохранения.